# Le Piton
Ne doit pas être confondu avec Le Piton (Pointe-Noire).
Pour les articles homonymes, voir Piton (homonymie).
Le Piton est un îlot de Guadeloupe. 

## Géographie
Il forme l'extrémité de la pointe du Piton en Grande-Terre et s'étend sur une longueur de 131 m pour une largeur de 46 m.

## Galerie

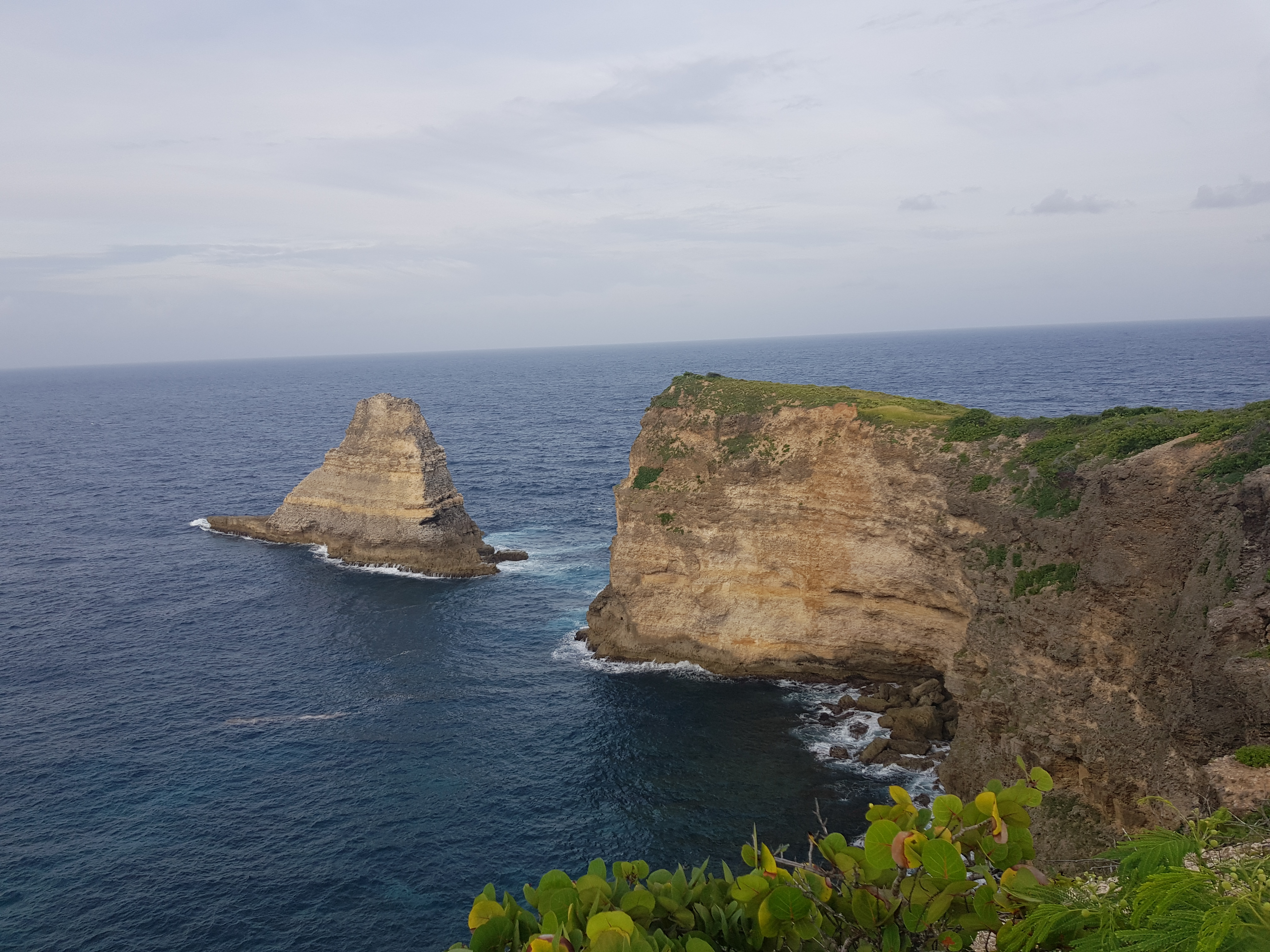
îlot Le Piton et pointe du Piton
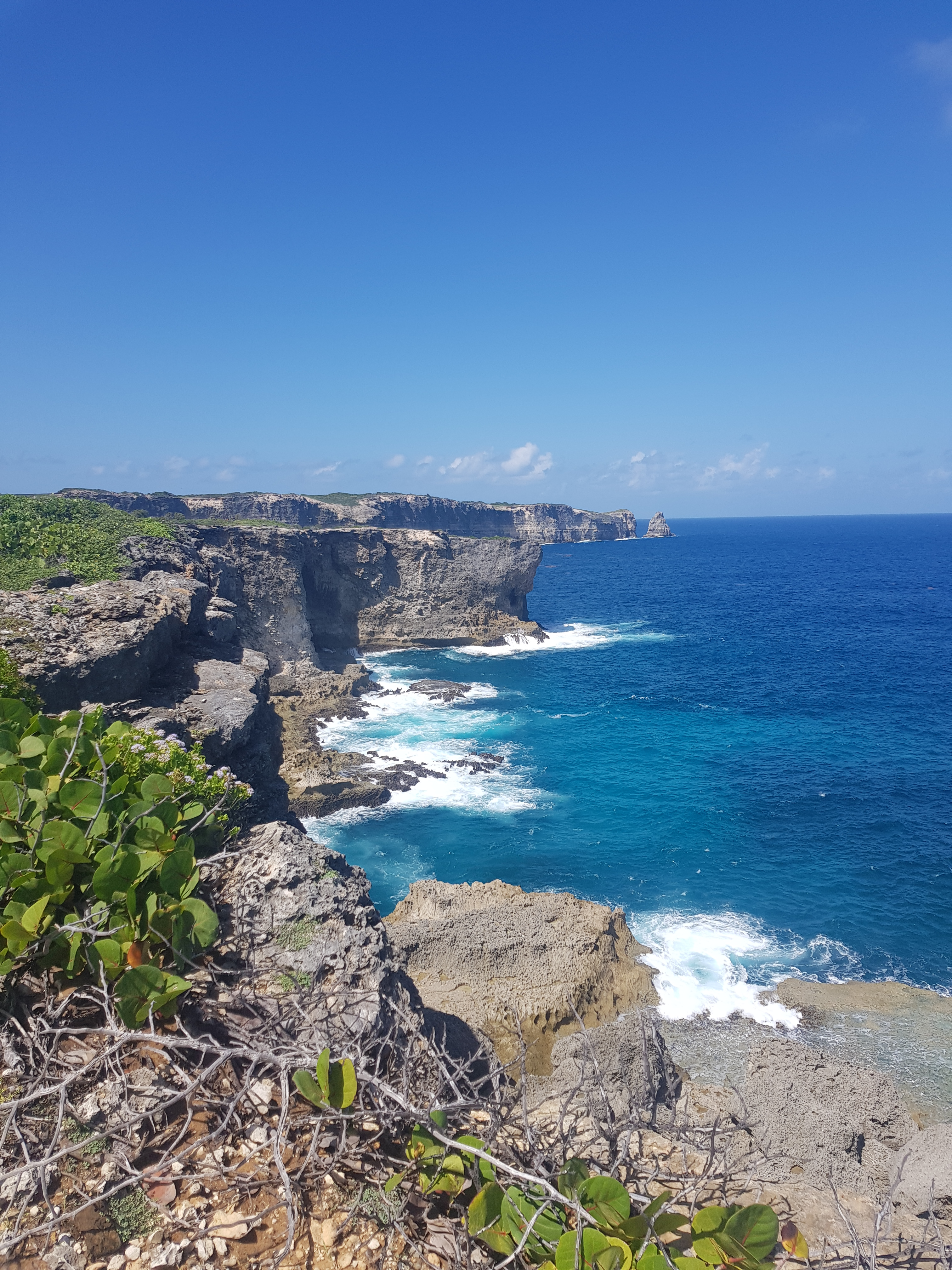
Littoral de la porte d'Enfer